# Phidippus triangulifer
Phidippus triangulifer är en spindelart som beskrevs av Lodovico di Caporiacco 1954. Phidippus triangulifer ingår i släktet Phidippus och familjen hoppspindlar. Inga underarter finns listade i Catalogue of Life.